# 8号德克萨斯州州道环线

地图

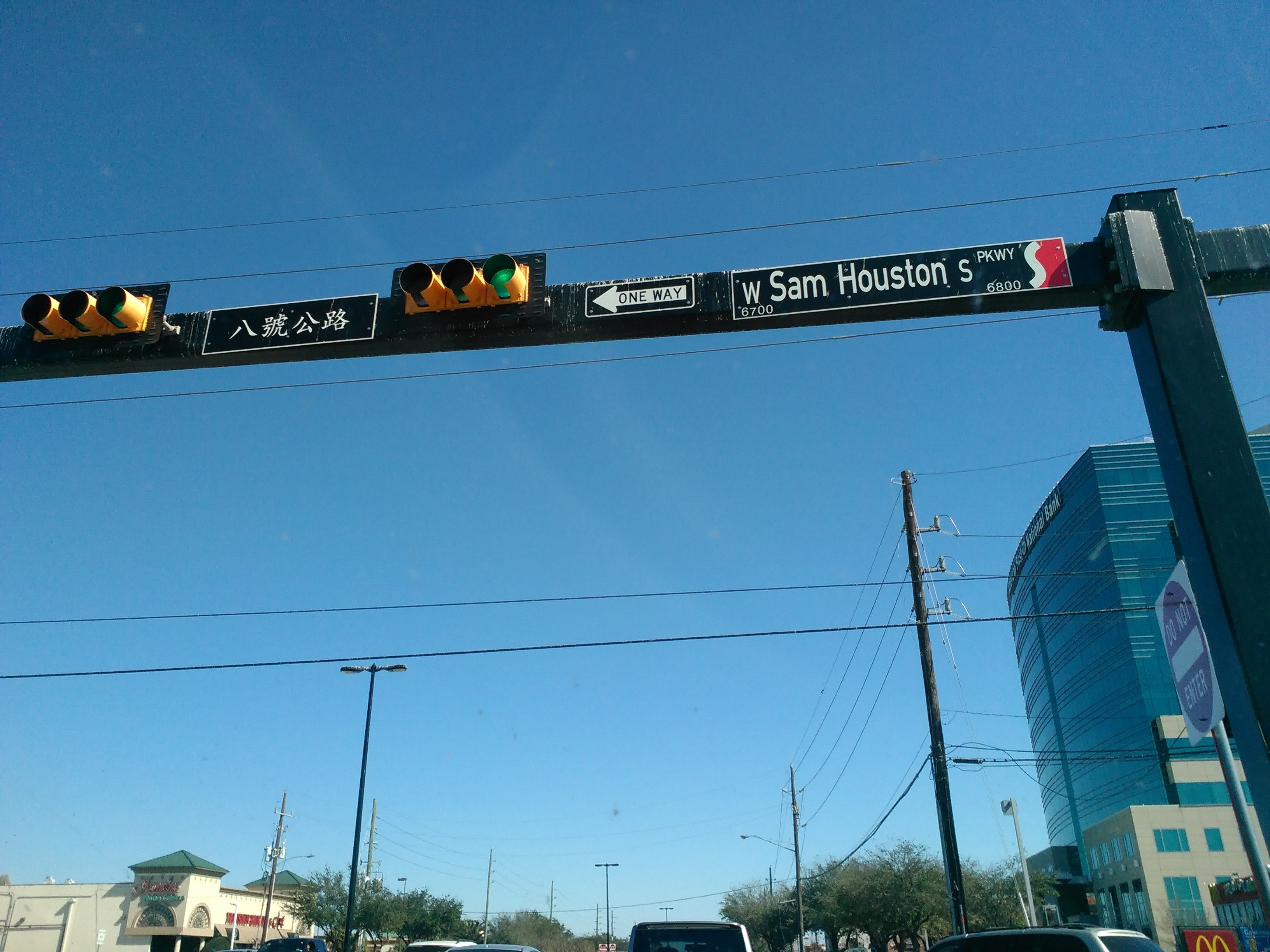
八号公路 (休斯敦唐人街)

德克萨斯州高速环状八号公路（Texas State Highway Beltway 8），又称山姆·休士顿林荫大道（Sam Houston Parkway）或山姆·休士顿付费公路（Sam Houston Tollway），是美国德州休斯顿一条88哩（142公里）长的环状高速公路，全部座落于哈里斯郡境內。
相对于休斯顿內环的610号州际公路，环状八号公路为休斯顿的外环公速公路。2011年2月26日，环状八号公路全程通车。